# Acrocercops ficina
Acrocercops ficina är en fjärilsart som beskrevs av Lajos Vári 1961. Acrocercops ficina ingår i släktet Acrocercops och familjen styltmalar.
Artens utbredningsområde är Namibia. Inga underarter finns listade i Catalogue of Life.